# Onchidorididae
Az Onchidorididae a valódi csigák (Orthogastropoda) közé tartozó hátulkopoltyúsok (Opisthobranchia) egyik családja.

## Elterjedésük
Tengeri csigák. A legtöbb a trópusi és a mérsékelt égövben honos, így például Norvégia partvidékén már csak 4 nemük összesen 10 faja, a brit szigetek körül 12 fajuk él meg (közülük a Csatorna-szigetek körül 7).

## Megjelenésük, felépítésük
Viszonylag nagy, darabos megjelenésű csigák. Kopoltyúik egy gyűrűben a hátoldalukon nőnek. 

## Életmódjuk, élőhelyük
Jellemzően a sekély vízben, de a hullámverés zónája alatt élnek. Egyes fajok ragadozók, mások mindenevők, a harmadik csoport dögevő.

## Lásd még
- Sea slug forum